# Will Hudson (cestista)
William Robert Hudson, detto Will (Madison, 30 marzo 1989), è un ex cestista statunitense.

## Palmarès
- Campionato australiano: 1

New Zealand Breakers: 2012-2013